# دوتور كامارغو
دكتور كامارجو بلدية في ولاية بارانا في المنطقة الجنوبية من البرازيل. واسمها يعني دكتور كاماراجو.